# Tributo (série)
Tributo é uma série documental sobre a trajetória de vida e carreira de grandes nomes que fizeram história na TV brasileira. Produzido pelos Estúdios Globo, a série tem direção de Matheus Malafaia e Marcos Nepomuceno, roteiro de Nathália Oliveira, Carlyle Junior e Lalo Homrich e direção artística de Antonia Prado. Estreou em 15 de agosto de 2023 pela plataforma de streaming, em virtude da morte da atriz Léa Garcia.
A 1ª temporada foi disponibilizada originalmente no Globoplay, tendo seus episódios exibidos na TV Globo pouco após o lançamento, porém a 2ª temporada foi exibida primeiramente na TV aberta, não sendo um conteúdo original da plataforma oficial da Globo

## Formato
A produção conta com oito episódios repletos de entrevistas, imagens de arquivo, encontros e reencontros, todos mediados por apresentadores com grande importância na vida de cada homenageado.

## Exibição
| Episódio            | Lançamento Globoplay   | Exibição original na TV |
| ------------------- | ---------------------- | ----------------------- |
| Léa Garcia          | 15 de agosto de 2023   | 15 de agosto de 2023    |
| Ary Fontoura        | 27 de janeiro de 2024  | –                       |
| Laura Cardoso       | 8 de março de 2024     | 26 de abril de 2024     |
| Zezé Motta          | 8 de março de 2024     | 10 de maio de 2024      |
| Manoel Carlos       | 14 de março de 2024    | 3 de maio de 2024       |
| Lima Duarte         | 29 de março de 2024    | 19 de abril de 2024     |
| Fernanda Montenegro | 16 de outubro de 2024  | 17 de outubro de 2024   |
| Boni                | 30 de novembro de 2024 | –                       |
| Renato Aragão       | 15 de janeiro de 2025  | 15 de janeiro de 2025   |
| Walcyr Carrasco     | 02 de maio de 2025     | 02 de maio de 2025      |
| Glória Menezes      | 09 de maio de 2025     | 09 de maio de 2025      |
| Neusa Borges        | 16 de maio de 2025     | 16 de maio de 2025      |
| Tony Tornado        | 23 de maio de 2025     | 23 de maio de 2025      |
| Francisco Cuoco     | 06 de junho de 2025    | 06 de junho de 2025     |
| Dennis Carvalho     | 13 de junho de 2025    | 13 de junho de 2025     |
| Susana Vieira       | 14 de janeiro de 2026  | 14 de janeiro de 2026   |

## 1.ª temporada (2023–24)
| Episódio            | Apresentação                  | Depoimentos |
| ------------------- | ----------------------------- | --- |
| Léa Garcia          | Juliana Alves                 | Luís Miranda, Neusa Borges, Elisa Larkin Nascimento, Ícaro Silva, Taís Araújo, Vilma Melo, Paulo Lessa, Conceição Evaristo, Elisa Lucinda, Camila Pitanga, Sheron Menezzes, Babu Santana                                                                         |
| Ary Fontoura        | Mariana Ximenes               | Beth Goulart, Elizabeth Savalla, Susana Vieira, Klebber Toledo, Camila Queiroz, Cláudia Raia, Dan Stulbach, Jayme Monjardim, Betty Faria |
| Laura Cardoso       | Dira Paes                     | Boni, Lima Duarte, Ary Fontoura, Beth Goulart, Fernanda Montenegro, Tony Ramos, Deborah Secco |
| Zezé Motta          | Taís Araújo                   | Sheron Menezzes, Camila Pitanga, Luís Miranda, Elisa Lucinda, Carlos Diegues, Rosane Borges, Rita Bat |
| Manoel Carlos       | Carolina Dieckmann Tony Ramos | Susana Vieira, Lília Cabral, Christiane Torloni, Regiane Alves, Vera Holtz, Dan Stulbach, Alinne Moraes, Vivianne Pasmanter, Nívea Maria, Júlia Lemmertz, Taís Araújo, Antônio Fagundes, Mel Lisboa, Gabriela Duarte, Giulia Gam, Deborah Secco, Jayme Monjardim |
| Lima Duarte         | Sergio Guizé                  | Boni |
| Fernanda Montenegro | –                             | Fernanda Torres, Cláudio Torres |
| Boni                | –                             | Daniel Filho, Xuxa, Susana Vieira, Antônio Fagundes, Glória Pires, Lima Duarte, Tony Ramos, Betty Faria, Ary Fontoura, Christiane Torloni, Cid Moreira, Hélio de la Peña, Jayme Monjardim, Angélica, Amauri Soares, Bruno Mazzeo, Nelson Motta                   |

## 2.ª temporada (2025)
| Episódio        | Apresentação | Depoimentos |
| --------------- | ------------ | --- |
| Renato Aragão   | –            | Dedé Santana, Xuxa Meneghel, Fábio Porchat, Rodrigo Sant'Anna, Tadeu Mello, Hélio de La Peña, Evelyn Castro, Debby Lagranha, Américo Picanço |
| Walcyr Carrasco | –            | Mariana Ximenes, Priscila Fantin, Eduardo Moscovis, Flávia Alessandra, Drica Moraes, Camila Queiroz, Agatha Moreira, Rainer Cadete, Barbara Reis, Juliana Paes, Ary Fontoura, Elizabeth Savala, Taís Araújo, Sandra Annenberg, Angélica, Amora Mautner, Duca Rachid, Thelma Guedes, Cláudia Souto, Mateus Solano, Thiago Fragoso, Amaury Lorenzo, Diego Martins, Mauro Mendonça Filho |
| Glória Menezes  | –            | Claudia Raia, Tony Ramos, Sandra Annenberg, Arlindo Lopes, Silvio de Abreu, Tarcísio Filho |
| Neusa Borges    | –            | Luis Miranda, Zezé Motta, Dhu Moraes, Xande de Pilares, Gloria Perez |
| Tony Tornado    | –            | Lázaro Ramos, Emicida, Juliana Alves, Lincoln Tornado, Haroldo Costa, Camila Pitanga |
| Francisco Cuoco | –            | Boni, Betty Faria, Tony Ramos, Renata Sorrah, Elizabeth Savalla, Arlete Salles, Malu Mader, Rosamaria Murtinho, Selton Mello, Rodrigo Lombardi, Ângelo Paes Leme, Arlindo Lopes, Haroldo Costa, Grácia Cuoco, Mauro Alencar |
| Dennis Carvalho | –            | Tony Ramos, Deborah Evelyn, Mauro Mendonça Filho, Amora Mautner, Maria de Médicis, Boni, Renata Sorrah, Cláudia Abreu, Malu Mader, Marcos Palmeira, Laila Garin, Tiago Barbosa, Glória Pires, Camila Pitanga, Luísa Lima, Henrique Sauer, Arlete Salles, José Luiz Villamarim, Vladimir Brichta                                                                                       |

## Prêmios e indicações
| Ano  | Prêmio                   | Categoria                       | Nomeação         | Resultado | Ref.  |
| ---- | ------------------------ | ------------------------------- | ---------------- | --------- | ----- |
| 2024 | Prêmio APCA de Televisão | Série – Documental/Documentário | Matheus Malafaia | Indicado  | [ 8 ] |